# Martin Trocha
Martin Trocha (Bytom, 24 december 1957) is een voormalig voetballer uit Oost-Duitsland, die speelde als verdediger en werd geboren in het tegenwoordige Polen. Hij kwam gedurende zijn loopbaan uit voor FC Carl Zeiss Jena en Hallescher FC Chemie.

## Interlandcarrière
Trocha kwam in totaal acht keer (één doelpunt) uit voor de nationale ploeg van Oost-Duitsland in de periode 1980–1982. Onder leiding van bondscoach Georg Buschner maakte hij zijn debuut op 7 mei 1980 in de vriendschappelijke wedstrijd tegen Sovjet-Unie (2–2) in Rostock, net als Frank Uhlig (FC Karl-Marx-Stadt), Jürgen Bähringer (FC Karl-Marx-Stadt), Dieter Strozniak (HFC Chemie), Jürgen Heun (Rot-Weiß Erfurt) en Matthias Müller (Dynamo Dresden).

## Erelijst
Carl Zeiss Jena
- Oost-Duitse beker

1980